# Cattedrale di Bayombong
La cattedrale di San Domenico di Guzmán (in filippino: Katedral ni Santo Domingo de Guzman), conosciuta anche come Cattedrale di Bayombong, è una cattedrale cattolica situata a Bayombong, in Nueva Vizcaya, Filippine. La cattedrale è sede della diocesi di Bayombong.